# نگارالسلطنه (دوم)
نگارالسلطنه از زنان معروف دوران قاجار و دختر نگار خانم نگارالسلطنه (دختر عباس میرزا نایب‌السلطنه) و عبدالله‌خان صارم‌الدوله سرابندی قراگزلو و از خاندان معروف و متنفذ قراگوزلوهای همدان بود.
نگارالسلطنه در جوانی با احمدخان سرتیپ، پسر محمود خان ناصرالملک سرابندی  ازدواج کرد و صاحب یک دختر و دو پسر به نام‌های انیس‌السلطنه (همسر ضیاءالملک)، مهدی خان قراگوزلو (منصورالدوله اول) و عبدالعلی خان قراگوزلو (منصورالدوله دوم) شد. احمدخان در سن جوانی درگذشت. نگارالسلطنه مدت‌ها همسری نداشت، تا آنکه عبدالصمد میرزا عزالدوله پسر محمدشاه قاجار حکمران همدان شد و نگارالسلطنه با اینکه چند سال از شاهزاده بزرگتر بود، به لطایف‌الحیل عزالدوله را فریفته و راغب به ازدواج با خود ساخت. پسران نگارالسلطنه نخستین کسانی بودند که با این ازدواج به مخالفت پرداختند، چرا که اغلب املاکی که مهدی خان منصورالدوله بر حسب نوشته‌های شرعی تصرف می‌کرد به نام نگارالسلطنه و در نزد او بود به همین دلیل می‌ترسید مادر این اموال را به عزالدوله انتقال دهد یا با فوت او به عزالدوله به میراث برسد. به همین دلیل شبانه سارقی را مامور کرد تا جعبه محتوی اسناد را از خانه نگارالسلطنه بدزد و در عمارت خود در فغیره همدان در حضور بزرگان قراگوزلو و مجتهد شهر حکم شرعی انتقال املاک را به خود و برادر و خواهرش گرفت. در مقابل عزالدوله کسانی را مامور دستگیری سارق کرد و در پی استرداد اسناد برآمد. ولی خوانین قراگوزلو با تحریک اوباش بر ضد حاکم بنای اغتشاش نهادند. سرانجام ابوالقاسم خان ناصرالملک برادر ناتنی منصورالدوله از تهران حکم عزل عزالدوله را گرفت و به غائله پایان داد.
قهرمان میرزا عین‌السلطنه پسر عزالدوله در روزنامه خاطرات خود شرح این واقعه را چنین می‌دهد:
«نگار السلطنه دختر عمه ما صاحب تمول پدري بود که هیچ ربط به شوهرش نداشت. از اول ورود همدان بین پدرم با او معاشقه شروع گردید. متصل برای ما غذاهای خوب، شیرینی، ترشی‌ها اعلی میفرستاد... اما یک مرتبه ما شنیدیم که حضرت والا نگارالسلطنه را عقد کرده. متعاقب [آن]، هیاهوی فراشها «بِرید! بِرید!» به رسم آن عهد از کوچه بلند شد. ما دو نفر پشت در رفتیم. دیدیم بلی، حضرت والا خودی آراسته کرده و رو به خانه نگارالسلطنه با جلال و جبروتی می‌رود. در هر قدم دستمال معطر خود را به سر و صورت می‌مالد. حضرت والا می‌خواست که به توسط این قرابت هم عیش کند هم حکومت خود را امتداد بدهد، انتفاع کلی از املاك او ببرد. در مدت قلیلی همه آن آرزوها سپری شد...غوغا در شهر برخاست. خوانین تلگرافخانه رفته تلگرافات به طهران کردند. ناصرالملک و بعضی از خوانین [که] طهران بودند کمک کردند. بعدها دانستیم که ناصرالدین شاه به خط خودش به توسط پست مستقیماً دستخطی به حضرت والا نوشته بودند که این کار را نکن و در دستخط خود حکایت ناپلئون و ژوزفین را مرقوم داشته بود.»
پس از بازگشت به تهران، عزالدوله نگارالسلطنه را طلاق داد با این شرط که نصف مهریه را همسر عقدی عزالدوله، تاج‌ماه‌خانم پرداخت کند. از سرانجام نگارالسلطنه اطلاعی در دست نیست.